# Онуфрије Хиландарац
Свети Преподобномученик Онуфрије Хиландарац је православни бугарски светитељ који се подвизавао у српском манастиру Хиландару. Рођен је у Бугарској, у месту Габрову, трновска епархија.
У младости наљути се на родитеље и пред Турцима изјави да ће се потурчити. Одмах за тим покаја се за те речи, оде у Хиландар где се замонаши. Мучен савешћу, он се реши на мучеништво. Зато, с благословом духовника свога, оде у Трново, где се јави Турцима, објави себе хришћанином, наруга се Мухамеду, због чега би посечен 4. јануара 1818. године у тридест другој години свога живота. Тело овог духовног витеза није сачувано, јер га Турци бацише у море.
Српска православна црква слави га 4. јануара по црквеном, а 17. јануара по грегоријанском календару.